# Plecophorus fuscocinctus
Plecophorus fuscocinctus är en tvåvingeart som beskrevs av Jean-Jacques Kieffer 1913. Plecophorus fuscocinctus ingår i släktet Plecophorus och familjen gallmyggor.
Artens utbredningsområde är Tanzania. Inga underarter finns listade i Catalogue of Life.